# Ovda Regio
L'Ovda Regio è una struttura geologica della superficie di Venere.